# Mills College Art Museum

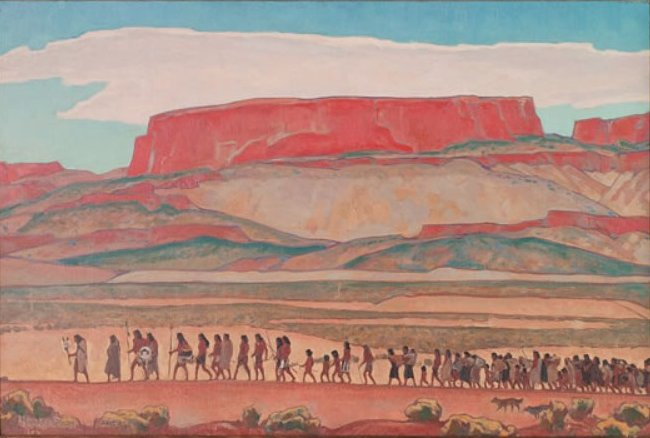
Studie für Migration von Maynard Dixon, 1923. Mills College Art Museum

Das Mills College Art Museum (MCAM) ist ein Kunstmuseum auf dem Campus des Mills College in Oakland, Kalifornien. Es wurde 1925 gegründet und beherbergt eine umfangreiche Sammlung von mehr als 12.000 Kunstwerken aus der Zeit von 3000 v. Chr. bis heute. Die Sammlung umfasst Gemälde, Drucke, Zeichnungen, Fotografien, Keramik, Textilien und indianische Korbwaren.

## Geschichte
Das Mills College wurde 1852 gegründet und verfügte bereits in den 1880er Jahren über eine Kunstsammlung von 1000 Werken und eine Bibliothek mit 3000 Büchern. Susan und Cyrus Mills, die Gründer des Colleges, legten großen Wert auf Kunst und Geschichte. Das heutige Museumsgebäude wurde 1925 mit Mitteln aus dem Nachlass von Susan Tolman Mills errichtet. Bei seiner Eröffnung erhielt das Museum eine bedeutende Schenkung von Albert M. Bender, einem Treuhänder des Colleges, der 40 Gemälde und 75 Grafiken zeitgenössischer Künstler aus der San Francisco Bay Area stiftete.
Unter der Leitung des ersten Direktors, Roi Partridge (1925–1935), entwickelte sich das Museum zu einem wichtigen Zentrum für bildende Kunst an der Westküste. In den 1930er Jahren begann das Museum, asiatische Kunst zu sammeln und auszustellen, nachdem 1928 an der Universität Vorlesungen zur Geschichte der asiatischen Kunst eingeführt worden waren. Alfred Neumeyer, ein aus Deutschland geflohener Kunsthistoriker, leitete das Museum ab 1935 und organisierte bedeutende Ausstellungen moderner Kunst, darunter die erste Ausstellung von Lyonel Feininger in den USA (1936) und eine große Schau von Fernand Léger (1941).
In den folgenden Jahrzehnten erweiterte das Museum kontinuierlich seine Sammlung und präsentierte Ausstellungen renommierter zeitgenössischer Künstler wie Jennifer Bartlett, Jay DeFeo, Elizabeth Murray, Mayumi Oda, Faith Ringgold, Miriam Schapiro, Carlos Villa und Zarina. 1998 wurde die Galerie offiziell in Mills College Art Museum umbenannt, um die Vielfalt der angebotenen Ausstellungen und Programme sowie die Bedeutung als Sammlungsinstitution zu würdigen.

## Architektur
Das Museumsgebäude wurde 1925 von dem kalifornischen Architekten Walter Ratcliff Jr. entworfen und vereint Elemente des Beaux-Arts-Klassizismus und des spanischen Kolonialstils. Es hat eine Fassade mit dekorativen Verzierungen um Türen und Fenster, ein flaches Ziegeldach, einen asymmetrischen Grundriss und einen Innenhof. Ursprünglich wurde das Gebäude als Galerie und Ballsaal genutzt. Das Gebäude besteht aus Beton mit einer geometrischen Glasdecke und einem Oberlicht, das die Ausstellungsräume mit Tageslicht versorgt.

## Sammlungen
Das Mills College Art Museum besitzt eine umfangreiche Kunstsammlung mit Werken aus verschiedenen Epochen und Regionen. Die Sammlung umfasst Drucke, Zeichnungen, Aquarelle, Gemälde, Fotografien, Keramik, Textilien, Skulpturen und dekorative Kunstgegenstände.

### Arbeiten auf Papier

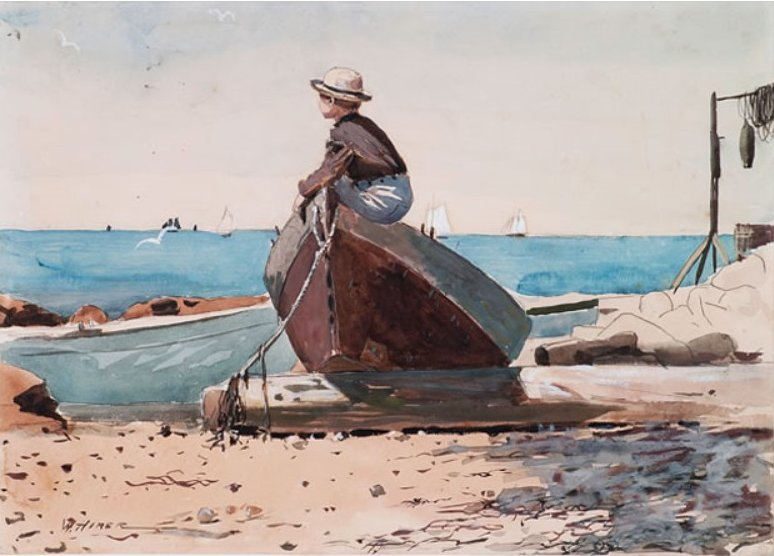
Waiting for Dad von Winslow Homer, 1873. Mills College Art Museum

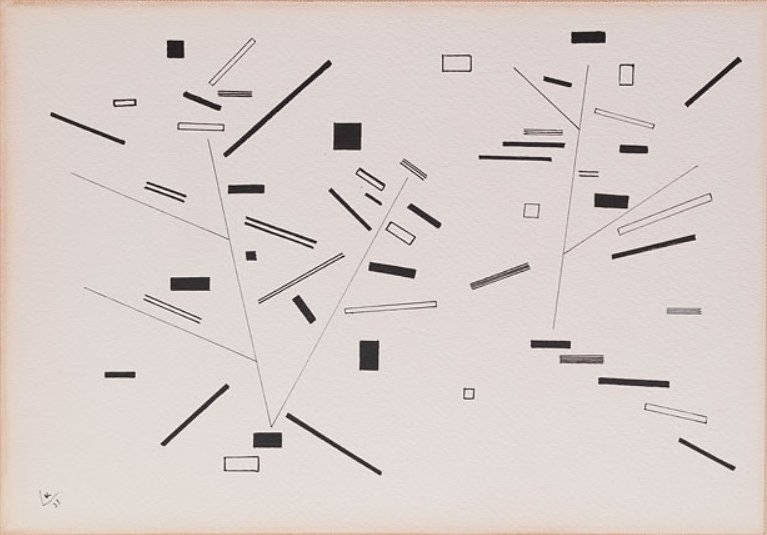
Federzeichnung von Wassily Kandinsky, 1933. Mills College Art Museum

Die Sammlung von Druckgrafiken, Zeichnungen und Aquarellen reicht vom 15. Jahrhundert bis zur Gegenwart. Sie enthält unter anderem die komplette Holzschnittfolge Die kleine Passion von Albrecht Dürer. Ein Schwerpunkt liegt auf Werken der europäischen Moderne, insbesondere von Künstlern des deutschen Expressionismus und der Bauhaus-Bewegung, darunter Josef Albers, Wassily Kandinsky, Ernst Ludwig Kirchner, Paul Klee und Emil Nolde. Ergänzt wird die Sammlung durch amerikanische Künstler wie George Bellows, Winslow Homer, Reginald Marsh und James Abbott McNeill Whistler. Außerdem besitzt das Museum die größte museale Sammlung von Radierungen des nordkalifornischen Künstlers Roi Partridge.

### Gemälde
Die Gemäldesammlung umfasst Werke vom 17. Jahrhundert bis zur Gegenwart. Hervorzuheben sind Werke kalifornischer Künstler des späten 19. und frühen 20. Jahrhunderts, darunter Anne Bremer, Maynard Dixon, Joseph Raphael und William Wendt. Weitere bedeutende Werke stammen aus der französischen Kunst des 18. und 19. Jahrhunderts sowie aus Asien, darunter Rollbilder und indische Miniaturen. Die Sammlung umfasst auch Werke der Moderne wie Vanessa Bell, László Moholy-Nagy, Diego Rivera und Rufino Tamayo.

### Fotografie und Video
Seit den 1930er Jahren ist das Museum ein wichtiges Zentrum für Fotografie. Die Sammlung umfasst Werke führender Fotografen aus San Francisco, darunter Ansel Adams, John Gutmann und Imogen Cunningham, die vor allem das Campusleben am Mills College dokumentierte. Die Sammlung umfasst auch Vintage Prints von bedeutenden Fotografen wie Henri Cartier-Bresson, Arthur Wesley Dow, Tina Modotti, Eadweard Muybridge, Wilbur H. Porterfield, Man Ray und Edward Weston. Zeitgenössische Fotografien stammen unter anderem von Barbara Crane, Olafur Eliasson, Catherine Opie, Joel Sternfeld und Catherine Wagner.

### Keramik
Seit den 1930er Jahren sammelt und präsentiert das Museum Keramik. Die 1940 gegründete Mills College Ceramics Guild war eine wichtige experimentelle Werkstatt für Künstler wie Peter Voulkos und Robert Arneson. Wichtige Lehrer waren F. Carlton Ball, Antonio Prieto und Ron Nagle. Prieto trug eine umfangreiche Sammlung von Keramiken aus Nordkalifornien, den USA, England und Japan zusammen, die dem Museum 1970 geschenkt wurde. Die Sammlung umfasst japanische Keramik, darunter Werke aus der Momoyama-Periode (1568–1615) sowie Arbeiten von Shoji Hamada und Kanjiro Kawai, den Mitbegründern der Japan Folk Art Association. Darüber hinaus besitzt das Museum eine seltene Sammlung bunter Papagayo-Keramik von der Insel Ometepe in Nicaragua aus der Zeit zwischen 950 und 1000 n. Chr. sowie etwa 125 Keramiken der Anasazi-, Hohokam- und Mogollon-Kultur aus der Zeit zwischen 500 und 1000 n. Chr.

### Indianische Flechtarbeiten
Die Sammlung indianischer Flechtarbeiten enthält zahlreiche Körbe der kalifornischen Ureinwohner, insbesondere der Pomo. Sie umfasst auch Flechtarbeiten der Yurok, Karok und Hoopa aus Nordkalifornien sowie Flechtarbeiten der Cahuilla, Pit River und Mono. Viele dieser Objekte stammen aus Schenkungen der College-Gründer Cyrus und Susan Mills sowie der ehemaligen College-Präsidentin Aurelia Henry Reinhardt.

### Textilien
Die Textilsammlung des Museums umfasst eine Vielzahl von Stücken, darunter peruanische Webarbeiten aus der Zeit von 100 bis 1400 n. Chr., guatemaltekische Gewänder mit aufwendigen geometrischen und Tiermotiven sowie zeremonielle Roben aus der chinesischen Kaiserzeit mit kunstvollen Seidenstickereien aus dem 19. Jahrhundert. Von besonderer Bedeutung ist die Sammlung bestickter japanischer Fukusa-Tücher aus der Edo-Zeit (1615–1867), die als zeremonielle Geschenkumhüllungen dienten. Die Sammlung wurde 1953 von S. Morris Nomura, einem Experten für japanische Textilien, gestiftet. Sie gilt als die größte Fukusa-Sammlung außerhalb Japans.

### Skulpturen und Kunsthandwerk
Die Sammlung umfasst Skulpturen amerikanischer Künstler des späten 19. und frühen 20. Jahrhunderts, darunter Ralph Stackpole und Anna Hyatt Huntington. Darüber hinaus besitzt das Museum bedeutende asiatische Kunstobjekte, darunter chinesische Bronzen und Lackarbeiten, japanische Noh-Masken und südostasiatische Holzschnitzereien. Besonders hervorzuheben sind die 1933 gestifteten Fu-Hunde, die als herausragende Beispiele für Marmorskulpturen der Ming-Dynastie gelten.